# Akompaniament
Akompaniament – partia instrumentalna, która jest tłem wątku melodycznego. Akompaniament to również sposób gry na instrumencie, polegający na budowaniu tła dla partii danego instrumentu solowego lub głosu według schematu (najczęściej poprzez wybijanie rytmu lub dodanie akordów).
Akompaniament możemy podzielić na:
- akordowy – zbudowany z akordów
- figuracyjny
  - pasażowy – oparty na pasażach
  - ostinatowy – w którym ciągle powtarza się dana fraza
  - bas Albertiego – rozłożone akordy, często spotykany w muzyce Mozarta

Najpopularniejsze instrumenty akompaniujące:
- fortepian
- klawesyn
- organy
- lutnia
- harfa
- sekcja rytmiczna: perkusja, gitara, gitara basowa lub kontrabas